# Chusquea circinata
Chusquea circinata är en gräsart som beskrevs av Thomas Robert Soderstrom och C.E.Calderon. Chusquea circinata ingår i släktet Chusquea och familjen gräs. Inga underarter finns listade i Catalogue of Life.